# Adele Romanski
Adele Romanski é uma produtora estadunidense. Venceu o  Oscar de melhor filme pela realização do filme Moonlight.

## Prêmios e indicações
- Venceu: Oscar de melhor filme, por Moonlight;
- Indicado: BAFTA de melhor filme, por Moonlight;[4]
- Indicado: Producers Guild of America Award, por Moonlight.[5]